# 聖ルミナス女学院
『聖ルミナス女学院』（セントルミナスじょがくいん）は、日本のラジオ番組、テレビアニメ作品。
1997年4月から1998年3月まで文化放送で放送されたラジオ番組と、1998年10月5日から同年12月28日までテレビ東京で深夜に放送された（テレビ愛知とテレビ大阪では1999年1月から放送された）テレビアニメ。テレビ東京から若干遅れてAT-Xでも放送されていた（前後の番組編成はテレビ東京と同一）。

## 深夜ラジオ番組として
『聖ルミナス女学院』は同名のラジオ番組からメディアミックス展開が始まった。この番組の特筆する点はパーソナリティの岩永哲哉と柊美冬が自身の名前を明かさず、アニメと同じ名前の木島海平（岩永）、シスター茜（柊）と名乗っていた点である（最終回ではパーソナリティの本名を明かした）。ただ、『月刊ニュータイプ』などのアニメ雑誌では岩永と柊の名前が記載されていた。
番組内容は当初アニメのような内容とは異なり、「祖父の後を継いだ木島海平が新しくできたライバル校に学生が流れ、学生数が減少傾向にある学園を立て直すにはどのような学校を作っていけばいいか」というコンセプトから始まった。その後、制服の原案を募集したりラジオドラマを放送したりしていたが、徐々に悩み相談や当時流行していたポケットベルにメッセージを吹き込むコーナーに変わっていった。

## ラジオドラマ
ラジオ番組の『聖ルミナス女学院』終了後の1998年7月にはラジオ番組『水野愛日のHARAPEKOPAI』の枠内でラジオドラマ（全12話）が放送された。ドラマの後は「聖ルミナス女学院放課後ムニムニトーク」というコーナーがあり、ドラマに声をあてた声優がゲスト出演して水野愛日とフリートークを行った。そのラジオドラマは後にドラマCD化され、未放送のおまけドラマも1話収録された。

## テレビアニメ
1998年10月にテレビアニメ化。全13話。フィルムコミックも発売されたがモノクロで収録されていたうえ、アニメ版の前半を収録した1巻のみで完結していない。

### あらすじ
17歳の高校生・木島海平は亡き祖父木島綿平の遺言で聖ルミナス女学院の新理事長を引き受けることになった。
そのころ、学院ではメリナ・スカフィシがシャワー室から失踪するという事件が発生していた。海平は友人の龍三、従妹の糊湖、その友人の良子らと共に学院中を探し回るが、そんな彼らを嘲笑うかの如く次々と学院内の少女たちが消失する事件が発生する。さらに、海平の前には謎の少年と老婆（鈴吉萌絵）が現れ、海平に渡された祖父の遺品のポケットベルには謎めいた不可解なメッセージが送られる。海平の知らないところでは、ある計画がひそかに進められていた。

### 登場人物
木島海平（きじま かいへい）
声 - 岩永哲哉
本作の主人公で聖ルミナス女学院新理事長。祖父木島綿平の遺言を受け、聖ルミナス女学院理事長に就任する。主体性に欠け、常に周囲の雰囲気に流されている性格だったが、学院の生徒失踪事件にまきこまれる。
田波龍三（たなみ りゅうぞう）
声 - 保志総一朗
文化人類学科2年。海平の腐れ縁。海平が女子校の理事長になると知って聖ルミナス女学院に女装して転入することに。学内では田波リュウと名乗る。
シスター茜（シスターあかね）
声 - 柊美冬
事務長。海平の秘書的存在。22歳。放送室前で失踪。彼女の家系が事件の重要な鍵となる。謎が多くミステリアスな雰囲気を持つ女性。
木島糊湖（きじま のりこ）
声 - 飯塚雅弓
家政学科2年。海平の従姉弟。海平より数か月年長だが、海平のことを「お兄ちゃん」と呼ぶ。
エリザベス・良子・ブライアン
声 - 百々麻子、新山志保（ドラマCD版）
家政学科2年。糊湖の親友。女装した龍三に好意を持ち、悩む。体育倉庫前で失踪する。ドラマCD版とテレビアニメ版とでは性格が正反対となっている。
メリナ・スカフィシ
声 - 住友優子
体育学科2年。シャワー室にて失踪する。学院最初の失踪者で最初の帰還者。失踪直後に駅から学園へ向かう途中の海平の前に一瞬姿を見せ、彼女もそのことを朧気ながら覚えていた。
佐藤朝子（さとう あさこ）
声 - 菊池志穂
体育学科2年。理事長となった海平に興味を持つ1人で、趣味はサーフィン。プールにて失踪するが、幸田の叱咤気味の呼びかけで戻ってくる。女子に人気があり、ラジオドラマでは告白されたこともあった様子。糊湖も真相を確かめようとして告白と間違えられ、額にキスされたことがあった。
シャノン・デ・パイ
声 - 高田由美
音楽学科3年。京都弁を話す。22歳。オルガンやピアノを演奏してUFOを呼ぼうとしている。オブジェの前で失踪する。
庚申塚ゆきね（こうしんづか ゆきね）
声 - 内川藍維
音楽学科3年。妖しげな媚薬やアロマキャンドルを製造している。シャノンとはいつも行動を共にしていることが多い。シャノン失踪後は、海平たちと行動を共にするようになった。
イリーナ・ゴワノブ
声 - 宮原永海
建築学科2年。ポンプ室付近で失踪する。ブロンドのショートヘアとクールな風貌とは裏腹の少しあどけない声が特徴。過去に辛いことがあり（父親が殺人罪で逮捕され、その後、孤児になった）、あまり人とコミュニケーションを取ろうとせず、けっこうクールな性格をしている。だが時々は、海平たちの力になってくれたこともあった。
三森真知（みもり まち）
声 - 水野愛日
学科不明。男子を寮に連れ込んだところを幸田に発見される。海平に興味を持つ1人。オブジェにて失踪する。だが、メリナが帰ってきた後、消えた場所から帰ってきた。
カトリーヌ・ドブクワイエ
声 - 浅川悠
美術学科3年。壁画を得意とする。学院の壁に無断で絵を描いたために幸田の怒りを買い、謹慎処分を受ける。しかし後に解除され、海平の奨めで加部とともにオブジェを製作する。
加部しずく（かべ しずく）
声 - 小西寛子
美術学科1年。無断外泊の常習犯。褐色の肌と筋肉質でスマートな体格とショートカットが特徴。カトリーヌと共にオブジェを作った後は、彼女と行動を共にすることが多くなった。一部の生徒たちの間で危ないアルバイトをしているという噂があったが、実際は肉体労働のアルバイト（ただし学院側には無断で行っていた）をしていた。オブジェを作る時も鉄パイプを簡単に持ち上げるなどかなりの腕力を見せていた。他の生徒の制服のリボンの色は紫であるが、しずくのリボンのみ緑色になっている。
枕木史子（まくらぎ ふみこ）
声 - 手塚ちはる
体育学科3年（2年という説もあり）。グラマラスかつスレンダーで筋肉質な肢体と大きな瞳が特徴。学院の空気の変化を感じ取り、寮を出て森でキャンプを張って暮らす。授業にはほとんど出ていない。海平と一夜を共にする。水の入ったポリタンクを平気で持ち上げたりカヌーを一人で乗りこなすなど外見からは想像できないほどの腕力の持ち主。彼女との出会いがきっかけで海平は空気の変化を感じることができるようになり、それが事件解決へと結びつくことになった。カヌーに乗っていたときに失踪したが、それは海平を救うためのものだった。
松島菜桜子（まつしま なおこ）
声 - 天野由梨
放送学科3年。いつもマイペースに見えるが、マーメイドやリタにとってはよい先輩。最終回ではルミナスを卒業した。
リタ・フォード
声 - 堀江由衣
放送学科2年。ジャーナリスト志望。白マントに化けて、みんなを驚かしていたという悪戯をやっていた。旧校舎にて失踪する。
シェール・リングウォルド
声 - 鈴木麻里子
考古学科2年。二つ岩にて失踪する。幼少の頃、アブダクションを体験したという記憶を持っているためか、UFOの存在を信じていて、写真などをたくさん持っている。オブジェの前で子供の姿で一度帰ってきたが、再び消えてその後に自分の部屋に帰っていた。
海野まあ子
声 - 田村宏美
放送学科1年。マーメイド3人組の1人。
白波めい
声 - 朝倉ゆかり
放送学科1年。マーメイド3人組の1人。
沖田ドナ（おきた ドナ）
声 - 鈴木奈央
放送学科1年。マーメイド3人組の1人。以上3人は放送学科の先輩であるリタ・フォードにこき使われている。
シスタージーナ
声 - 阪口あや
寮長。
たでくうみ
声 - 折笠愛
木島海平の祖母。学院長。普段から何を考えているのか分からない。学院長室ではよくコントラバスを弾くことがある。シャノンからは「悪魔の曲」と呼ばれている。
幸田ジャスミン（こうだ ジャスミン）
声 - 勝生真沙子
体育科教師。生活指導担当。性格はすごく厳しく、怒らせると怖い。理事長に着任した海平をあまりよく思っていなかった。そのためにある計画を実行しようと目論む。アニメ版では佐藤朝子を呼び戻すためにわざわざジャージ姿のままでプールに飛び込む姿を見せたが、小説版では最後まで海平たちと分かり合うことはなかった。
風見祥太郎（かざみ しょうたろう）
声 - 森久保祥太郎
フリーライター。ルミナスのある関係者と繋がりを持っており、密かにある計画を実行しようとしていた。アニメ版では少し髪が長く、ミュージシャンかホストのような風貌だったが、小説版では短髪でチンピラ風のルックスだった。
鈴吉萌絵（すずよし もえ）
声 - 愛河里花子
学院内を三輪自転車で度々訪れる謎の老婆。「あたしゃ知ってるよ」が口癖。姿を現す目的はまったく不明。シスター茜の祖母を知っていることから元関係者の可能性もあるが、結局最後までその正体は分からずじまいだった。
木島綿平（きじま わたべい）
声 - 辻村真人
海平の祖父。前理事長。逝去により、海平は理事長に任命された。
北沢繭（きたざわ まゆ）
声 - 濱田知里
綿平の幼馴染。シスター茜の祖母。

### スタッフ
- 原作 - 寺田憲史、聖ルミナス女学院製作委員会（メディアワークス『月刊電撃コミックガオ!増刊』）
- 監督 - アミノテツロー
- 助監督 - 星川孝文
- シリーズ構成 - 桶谷顕
- キャラクターデザイン - 香川久
- キャラクター協力 - 伊藤郁子
- 美術監督 - 永井一男
- 色彩設計 - 西香代子
- 編集 - 今井剛
- 音響監督 - 鶴岡陽太
- 音楽 - 片倉三起也（ALI PROJECT）
- プロデューサー - 森尻和明、大澤信博、安部正次郎
- アソシエイツ・プロデューサー - 浅利義美、佐藤尚樹（第5話 - ）、井原キヨシ
- プロデュース - ジェンコ
- アニメーション制作 - トライアングルスタッフ
- 製作 - パイオニアLDC

### 主題歌
オープニングテーマ「ルミナス“消失と謎のテーマ”Ver.1」
作曲 - 片倉三起也
エンディングテーマ「LABYRINTH」
作詞 - 宝野アリカ / 作曲・編曲 - 片倉三起也 / 歌 - ALI PROJECT

### 各話リスト
| 話数 | サブタイトル                                                               | 脚本     | 絵コンテ       | 演出                      | 作画監督   | 放送日         | 収録DVD |
| ---- | -------------------------------------------------------------------------- | -------- | -------------- | ------------------------- | ---------- | -------------- | ------- |
| 1    | ぼくはどこへ向かうのか? -WHERE AM I GOING?-                                | 桶谷顕   | アミノテツロー | 星川孝文                  | 香川久     | 1998年10月5日  | FILE.1  |
| 2    | なぜぼくはここにいるのか? -WHY AM I HERE?-                                 | 桶谷顕   | アミノテツロー | はしもとなおと            | 志田ただし | 1998年10月12日 | FILE.1  |
| 3    | 誰も知らないところへ... -TO THE PLACE NOBODY KNOWS...-                     | 小出克彦 | 相楽ハルオ     | 工藤進                    | 三宅雄一郎 | 1998年10月19日 | FILE.2  |
| 4    | 自由があるとしたら...? -IF YOU HAD FREEDOM...?-                            | 桶谷顕   | 星川孝文       | 星川孝文                  | 久川香     | 1998年10月26日 | FILE.2  |
| 5    | 恋も消えるのか? -WILL LOVE DISAPPEAR TOO?-                                 | 桶谷顕   | Nicola Hayes   | 渡辺健一郎 はしもとなおと | 南雲公明   | 1998年11月2日  | FILE.3  |
| 6    | 白い影を追って... -FOLLOWING A WHITE SHADOW...-                            | 小出克彦 | 遠藤徹哉       | はしもとなおと            | 志田ただし | 1998年11月9日  | FILE.3  |
| 7    | 森へ... -TO THE FOREST...-                                                 | 小出克彦 | ときたひろこ   | ときたひろこ              | 三宅雄一郎 | 1998年11月16日 | FILE.4  |
| 8    | 風は何を運ぶのか? -WHAT DOES THE WIND CARRY?-                              | 桶谷顕   | Nicola Hayes   | 山内富夫                  | 山本清     | 1998年11月23日 | FILE.4  |
| 9    | なぜ思いは... -WHY DO I HAVE THESE FEELINGS...-                            | 小出克彦 | 遠藤徹哉       | 東海林真一                | 坂元大二郎 | 1998年11月30日 | FILE.5  |
| 10   | 何かが変わってゆく... -SOMETHING IS CHANGING...-                           | 桶谷顕   | 遠藤徹哉       | はしもとなおと            | 志田ただし | 1998年12月7日  | FILE.5  |
| 11   | 誰かがそこにいるとしたら... -IF SOMEONE IS THERE...-                       | 小出克彦 | 佐藤卓哉       | 黒木らう                  | 三宅雄一郎 | 1998年12月14日 | FILE.6  |
| 12   | 消えずに残っていたもの... -THINGS LEFT BEHIND THAT HAVEN`T DISAPPEARED...- | 桶谷顕   | Nicola Hayes   | 山内富夫                  | 木下ゆうき | 1998年12月21日 | FILE.6  |
| 13   | ぼくは何故ここにいるのか -WHY AM I HERE-                                   | 桶谷顕   | アミノテツロー | 星川孝文                  | 香川久     | 1998年12月28日 | FILE.6  |

### DVD
パイオニアLDCより発売。全6巻。
- 聖ルミナス女学院（各2話収録。6巻のみ3話収録） - CDサイズのジュエルケース仕様。1巻のみスリーブケース付き。
- 聖ルミナス女学院DVD-BOX - 一般的なDVDトールケース仕様。

## CD
パイオニアLDCより発売。

### 聖ルミナス女学院(1) オーディオドラマ スクール・デイズ
ラジオドラマに加え、テレビアニメの予告編とラジオドラマのテーマソングを収録。
ディスク1
テーマソング
「トライアングル」
作詞：室生あゆみ / 作曲・編曲：羽毛田丈史 / 歌：マーメイド（田村宏美、朝倉ゆかり、鈴木奈央）
ラジオドラマ
- 第1夜「恋の悩みは突然に…」
- 第2夜「どれが私の生きる道?」
- 第3夜「痴漢、出現!」
- 第4夜「目障りな人」
- 第5夜「素顔のままで」
- 第6夜「それぞれの事情」
- 第7夜「ルミナスの衰退」

ディスク2
ラジオドラマ
- 第8夜「みんな元気に!」
- 第9夜「シンプルな隠れ家」
- 第10夜「私、UFOと遭遇しました」
- 第11夜「魂のSOS」
- 第12夜「消えた少女」
- CDドラマ「なんとなく…理事長」

テーマソング
「Hot milk tea（ハーフ・ヴァージョン）」
作詞：朝倉ゆかり / 作曲：吉本一 / 編曲：羽毛田丈史 / 歌：朝倉ゆかり

### 聖ルミナス女学院(2) オリジナル・サウンドトラック
劇中で使用されたBGMと主題歌を収録。
収録曲
1. ルミナス“消失と謎のテーマ”Ver.1
2. 学院の情景3〜シスター茜
3. 学院の情景5〜糊湖
4. ルミナス“神秘のテーマ”
5. 学院の情景4〜萌絵
6. ルミナス“困惑と探究のテーマ”Ver.1
7. ルミナス“消失と謎のテーマ”Ver.2
8. 学院長
9. 学院の情景1〜葛藤の学舎
10. シャノン&ゆきね
11. Lost Child（ルミナスVer.）
12. ルミナス“神秘のテーマ”Ver.1
13. ルミナス“消失と謎のテーマ”Ver.3
14. 学院の情景2〜朝の学舎
15. ルミナス“愛のテーマ”Ver.1
16. ルミナス“困惑と探究のテーマ”
17. 学院の情景1〜不信の学舎
18. ルミナス“神秘のテーマ”Ver.2
19. ルミナス“消失と謎のテーマ”Ver.4
20. 学院の情景3〜昼休みの学舎
21. 学院の情景5〜穏やかな日差しの学舎
22. ルミナス“愛のテーマ”
23. LABYRINTH（インストゥルメンタル）
24. ルミナス“消失と謎のテーマ”
25. LABYRINTH

### 聖ルミナス女学院(3) イメージアルバム ガールズ・トーク
本作の登場人物によるキャラクターソングを収録。
収録曲
1. ちょっとだけ水色
作詞：ビーンズ豆田 / 作曲：井澤美穂 / 編曲：解良保哉 / 歌：木島糊湖（飯塚雅弓）
2. Na Na Na
作詞：室生あゆみ / 作曲・編曲：小西真理 / 歌：カトリーヌ・ドブクワイエ（浅川悠）
3. ココロのアンテナ
作詞・作曲：岡佐智代 / 編曲：解良保哉 / 歌：リタ・フォード（堀江由衣）
4. 魚のように
作詞：室生あゆみ / 作曲・編曲：解良保哉 / 歌：佐藤朝子（菊池志穂）
5. Hot milk tea
作詞：朝倉ゆかり / 作曲：吉本一 / 編曲：羽毛田丈史 / 歌：白波めい（朝倉ゆかり）
6. Missing heart
作詞：室生あゆみ / 作曲・編曲：解良保哉 / 歌：イリーナ・ゴワノブ（宮原永海）
7. アオイトリ
作詞：岡佐智代 / 作曲・編曲：片倉三起也 / 歌：枕木史子（手塚ちはる）
8. トライアングル
作詞：室生あゆみ / 作曲・編曲：羽毛田丈史 / 歌：マーメイド（田村宏美、朝倉ゆかり、鈴木奈央）
9. Smile your sorrow away
作詞：ビーンズ豆田 / 作曲・編曲：小西真理 / 歌：三森真知（水野愛日）
10. To-bi-ra
作詞：室生あゆみ / 作曲・編曲：片倉三起也 / 歌：ルミナスガールズ・オールスターズ（堀江由衣、飯塚雅弓、浅川悠、菊池志穂、朝倉ゆかり、宮原永海、手塚ちはる、田村宏美、鈴木奈央、水野愛日）
テレビアニメ挿入歌。

## 小説
著者：高城響（原案：寺田憲史）、メディアワークス（電撃G's文庫）より発売。全2巻。アニメ作品と物語の大筋は合っているものの、結末が大きく異なる。
- 聖ルミナス女学院 1（1998年11月、ISBN 4-07-310290-7）
- 聖ルミナス女学院 2（1999年1月、ISBN 4-07-310812-3）

## 漫画
『月刊電撃コミックガオ増刊』にも漫画が掲載された。
- 聖ルミナス女学院 1（1998年12月、ISBN 4-07-310686-4）

## ゲーム
2000年に発売されたPlayStation用の恋愛シミュレーションゲーム。製作はnest（現：NEST EGG）、マークス、エクシング。
テレビアニメ版の登場人物とゲーム版の登場人物とでは別のキャラクターとなっており、シナリオにも関連性は無い。